# Cristiana Eberardina di Brandeburgo-Bayreuth
Cristiana Eberardina di Brandeburgo-Bayreuth (Bayreuth, 19 dicembre 1671 – Pretzsch, 4 settembre 1727) fu principessa elettrice di Sassonia e Regina di Polonia per matrimonio.

## Biografia
Cristiana Eberardina era la prima figlia del margravio Cristiano Ernesto di Brandeburgo-Bayreuth, e della sua seconda moglie, Sofia Luisa di Württemberg. Venne chiamata Cristiana in onore di suo padre e Eberardina in onore di suo nonno materno, Eberardo III di Württemberg. Come figlia del margravio di Brandeburgo-Bayreuth, era margravina di nascita. Aveva cinque fratelli più piccoli, solo due dei quali sopravvissuti all'infanzia. È rimasta vicino ai suoi parenti a Bayreuth e ha continuato a visitarli dopo il suo matrimonio.

## Matrimonio
La sua posizione di figlia di un principe la rendeva una pedina fondamentale dello scacchiere politico europeo. Sposò il 20 gennaio 1693 il futuro principe elettore Federico Augusto I di Sassonia, a Bayreuth. Il matrimonio era puramente politico e molto infelice. Augusto la considerava noiosa, mentre lei era scioccata e ferita dalla sua costante infedeltà. La coppia ebbe un figlio:
- Federico Augusto II (17 ottobre 1696-5 ottobre 1763).

Questa è stata l'unica gravidanza in tutto il loro matrimonio. Federico Augusto venne cresciuto dalla nonna paterna, Anna Sofia di Danimarca. Poiché Cristiana Eberardina e sua suocera andavano d'accordo, andava spesso a trovare suo figlio.

### Regina ed elettrice
Cristiana Eberardina divenne elettrice quando Augusto successe a suo fratello come elettore nel 1694. Nella processione di carnevale con cui Augusto celebrò la sua ascesa, i membri della sua corte attraversarono Dresda vestiti da dei e dee, l'amante di suo marito, Aurora von Königsmarck, partecipò alla processione, guidando il carro di Apollo vestito da dea Aurora, mentre lei partecipò in un ruolo minore come una delle Vergini vestali che scortava la dea Vesta.
Nel 1697, Augusto si convertì al cattolicesimo e fu eletto re di Polonia. A quanto pare, non aveva discusso né della sua conversione né della sua candidatura con lei. La sua conversione provocò uno scandalo in Sassonia, e fu costretto a garantire la libertà religiosa della Sassonia. Secondo le norme contemporanee, Cristiana Eberardina, ora regina, avrebbe dovuto seguirlo in Polonia e sostenerlo ospitando la sua corte come regina al suo fianco ed essere incoronata con lui a Cracovia, e dall'estate del 1697 fino all'incoronazione del 15 Settembre 1697, Augusto cercò di negoziare per lei. Tuttavia, Cristiana Eberardina si rifiutò di partecipare all'incoronazione e di mettere piede in Polonia, nonostante suo padre si fosse unito al marito 
nel persuaderla. Secondo la Pacta Conventa, che Augusto aveva firmato dopo la sua elezione, fu obbligato a persuaderla a convertirsi, cosa che lei rifiutò. Nel marzo 1698, Augusto la invitò a venire a Danzica, dove c'era viveva una minoranza protestante e dove suo padre l'avrebbe incontrata. Le promise la libertà di rimanere protestante, portare con sé un sacerdote protestante e praticare la propria fede, a condizione che il sacerdote non si presentasse in pubblico vestito in carica e lei non visitasse le chiese protestanti in pubblico. Augusto inoltre garantì che il loro figlio non si sarebbe convertito, affidandolo alle cure della nonna protestante, l'elettrice vedova Anna Sofia. Cristiana Eberardina non era d'accordo con i termini e si rifiutò di seguire suo padre a Danzica e da lì a Varsavia. Nell'aprile 1698, sua moglie e suo padre firmarono un documento a Varsavia, promettendole la libertà di religione a Danzica e Thorn, anche se non pubblicamente. Suo padre poi tornò con il documento a Dresda e cercò di convincerla a venire in Polonia. Nonostante i ripetuti tentativi e le richieste del marito e del padre, Cristiana Eberardina si rifiutò di andare in Polonia, e non lo fece mai durante l'intero regno di Augusto, né fu mai incoronata regina.
Durante il suo regno, Augusto viaggiò tra la Polonia e la Sassonia, e durante le sue visite in Sassonia, Cristiana Eberardina apparve al suo fianco alle funzioni ufficiali.
La regina Cristiana Eberardina viveva con la sua corte nel castello di Hartenfels a Torgau in inverno e nel suo castello a Pretzsch an der Elbe in estate, vicino alla residenza di sua suocera, che aveva anche la custodia del figlio, che lei spesso visitava, poiché lei e la suocera andavano d'accordo. Fece molti viaggi per andare a visitare i suoi parenti a Bayreuth e alle terme di Ems e visitava regolarmente Dresda durante il periodo del carnevale e il Natale. Cristiana Eberardina continuò a partecipare alla vita di corte a Dresda ogni volta che la sua presenza era richiesta, i festeggiamenti più grandi furono la visita di stato del re di Danimarca nel 1709 e il matrimonio di suo figlio nel 1719.
Nel suo esilio volontario si concentrò su attività culturali e si è interessata alle cure dedicate ai bambini orfani. Alla sua corte, prese molti parenti come cortigiani per istruirli. Era attiva anche nel campo dell'economia; nel 1697 assume la direzione della fabbrica di vetro di Pretzsch, fondata da Constantin Fremel. Le piaceva giocare a carte e a biliardo, tanto che si dice abbia accumulato grandi debiti nel 1711. Fondò un'orangerie e durante l'ultimo anno della sua vita era impegnata nella progettazione di un convento protestante per membri della nobiltà femminile.
Cristiana Eberardina, come sua suocera, godette di un'immensa popolarità in Sassonia come simbolo della fede protestante e protezione contro la Polonia cattolica, che i protestanti temevano avrebbero imposto una controriforma. In questo ruolo, ai predicatori protestanti piaceva ritrarla come una martire protestante, isolata come prigioniera nel suo castello solitario, un ritratto ancora più accentuato dopo che suo figlio venne portato in Polonia e fatto convertire al cattolicesimo.

## Morte
Cristiana Eberardina morì a 55 anni, il 4 settembre 1727. Fu sepolta il 6 settembre nella chiesa parrocchiale di Pretzsch. Né suo marito né suo figlio erano presenti al funerale.
Johann Sebastian Bach compose in suo onore la Trauerode (Ode funebre, Lass Fürstin, lass noch einen Strahl) per 4 voci, coro e orchestra (BWV 198). Per commemorare la sovrana defunta, la cantata fu eseguita, al termine di una solenne processione, nella Chiesa di San Paolo a Lipsia, il 17 ottobre 1727. Il testo, di Johann Christoph Gottsched, esalta le virtù della principessa e soprattutto la sua volontà di mantener fede al credo luterano, nonostante la conversione al cattolicesimo, per motivi politici, del consorte.

## Ascendenza
|                                              |                                  |                                           | Genitori                               |  |  | Nonni |  |  | Bisnonni                          |  |  | Trisnonni                       |  |
|                                              |                                  |                                           |                                        |  |  |       |  |  | Cristiano di Brandeburgo-Bayreuth |  |  | Giovanni Giorgio di Brandeburgo |  |
|                                              |                                  |                                           |                                        |  |  |       |  |  | Cristiano di Brandeburgo-Bayreuth |  |  | Giovanni Giorgio di Brandeburgo |  |
|                                              |                                  | Elisabetta di Anhalt-Zerbst               |                                        |  |  |       |  |  | Cristiano di Brandeburgo-Bayreuth |  |  |                                 |  |
| Ermanno Augusto di Brandeburgo-Bayreuth      |                                  |                                           |                                        |  |  |       |  |  | Cristiano di Brandeburgo-Bayreuth |  |  |                                 |  |
|                                              |                                  | Maria di Hohenzollern                     | Alberto Federico di Prussia            |  |  |       |  |  |                                   |  |  |                                 |  |
|                                              |                                  | Maria di Hohenzollern                     | Alberto Federico di Prussia            |  |  |       |  |  |                                   |  |  |                                 |  |
|                                              |                                  | Maria di Hohenzollern                     | Maria Eleonora di Jülich-Kleve-Berg    |  |  |       |  |  |                                   |  |  |                                 |  |
| Cristiano Ernesto di Brandeburgo-Bayreuth    |                                  | Maria di Hohenzollern                     |                                        |  |  |       |  |  |                                   |  |  |                                 |  |
|                                              |                                  | Gioacchino Ernesto di Brandeburgo-Ansbach | Giovanni Giorgio di Brandeburgo        |  |  |       |  |  |                                   |  |  |                                 |  |
|                                              |                                  | Gioacchino Ernesto di Brandeburgo-Ansbach | Giovanni Giorgio di Brandeburgo        |  |  |       |  |  |                                   |  |  |                                 |  |
|                                              |                                  | Gioacchino Ernesto di Brandeburgo-Ansbach | Elisabetta di Anhalt-Zerbst            |  |  |       |  |  |                                   |  |  |                                 |  |
| Sofia di Brandeburgo-Ansbach                 |                                  | Gioacchino Ernesto di Brandeburgo-Ansbach |                                        |  |  |       |  |  |                                   |  |  |                                 |  |
|                                              |                                  | Sofia di Solms-Laubach                    | Giovanni Giorgio I di Solms-Laubach *  |  |  |       |  |  |                                   |  |  |                                 |  |
|                                              |                                  | Sofia di Solms-Laubach                    | Giovanni Giorgio I di Solms-Laubach *  |  |  |       |  |  |                                   |  |  |                                 |  |
|                                              |                                  | Sofia di Solms-Laubach                    | Margherita di Schönburg-Glauchau *     |  |  |       |  |  |                                   |  |  |                                 |  |
| Cristiana Eberardina di Brandeburgo-Bayreuth |                                  | Sofia di Solms-Laubach                    |                                        |  |  |       |  |  |                                   |  |  |                                 |  |
|                                              | Giovanni Federico di Württemberg | Federico I di Württemberg                 |                                        |  |  |       |  |  |                                   |  |  |                                 |  |
|                                              | Giovanni Federico di Württemberg | Federico I di Württemberg                 |                                        |  |  |       |  |  |                                   |  |  |                                 |  |
|                                              | Giovanni Federico di Württemberg | Sibilla di Anhalt                         |                                        |  |  |       |  |  |                                   |  |  |                                 |  |
| Eberardo III di Württemberg                  | Giovanni Federico di Württemberg |                                           |                                        |  |  |       |  |  |                                   |  |  |                                 |  |
|                                              |                                  | Barbara Sofia di Brandeburgo              | Gioacchino III Federico di Brandeburgo |  |  |       |  |  |                                   |  |  |                                 |  |
|                                              |                                  | Barbara Sofia di Brandeburgo              | Gioacchino III Federico di Brandeburgo |  |  |       |  |  |                                   |  |  |                                 |  |
|                                              |                                  | Barbara Sofia di Brandeburgo              | Caterina di Brandeburgo-Küstrin        |  |  |       |  |  |                                   |  |  |                                 |  |
| Sofia Luisa di Württemberg                   |                                  | Barbara Sofia di Brandeburgo              |                                        |  |  |       |  |  |                                   |  |  |                                 |  |
|                                              |                                  | Giovanni Casimiro di Salm-Kyrburg         | Oddone I di Salm-Kyrburg               |  |  |       |  |  |                                   |  |  |                                 |  |
|                                              |                                  | Giovanni Casimiro di Salm-Kyrburg         | Oddone I di Salm-Kyrburg               |  |  |       |  |  |                                   |  |  |                                 |  |
|                                              |                                  | Giovanni Casimiro di Salm-Kyrburg         | Otilia di Nassau-Weilburg              |  |  |       |  |  |                                   |  |  |                                 |  |
| Anna Caterina Dorotea di Salm-Kyrburg        |                                  | Giovanni Casimiro di Salm-Kyrburg         |                                        |  |  |       |  |  |                                   |  |  |                                 |  |
|                                              |                                  | Dorotea di Solms-Laubach                  | Giovanni Giorgio I di Solms-Laubach *  |  |  |       |  |  |                                   |  |  |                                 |  |
|                                              |                                  | Dorotea di Solms-Laubach                  | Giovanni Giorgio I di Solms-Laubach *  |  |  |       |  |  |                                   |  |  |                                 |  |
|                                              |                                  | Dorotea di Solms-Laubach                  | Margherita di Schönburg-Glauchau *     |  |  |       |  |  |                                   |  |  |                                 |  |
|                                              |                                  | Dorotea di Solms-Laubach                  |                                        |  |  |       |  |  |                                   |  |  |                                 |  |